# (31174) Rozelot
(31174) Rozelot est un astéroïde de la ceinture principale.

## Description
(31174) Rozelot est un astéroïde de la ceinture principale. Il fut découvert le 6 décembre 1997 à Caussols par ODAS. Il présente une orbite caractérisée par un demi-grand axe de 2,84 UA, une excentricité de 0,12 et une inclinaison de 0,9° par rapport à l'écliptique.